# Гонсало Плата
Гонсало Плата (ісп. Gonzalo Plata, нар. 1 листопада 2000, Гуаякіль) — еквадорський футболіст, півзахисник клубу «Реал Вальядолід» і збірної Еквадору.

## Клубна кар'єра
Народився 1 листопада 2000 року в місті Гуаякіль. Вихованець футбольної школи клубу «Індепендьєнте дель Вальє». У 2018 році дебютував в основному складі клубу в чемпіонаті Еквадору. Провів за клуб 13 матчів у чемпіонаті і забив один м'яч у матчі проти «Дельфіна» 10 листопада 2018 року.
31 січня 2019 року перейшов в «Спортінг» з Лісабона, підписавши з португальським клубом контракт до 2024 року.

## Виступи за збірну
З 2019 року залучався до складу молодіжної збірної Еквадору до 20 років. У її складі брав участь у молодіжному чемпіонаті Південної Америки 2019 року, зігравши 9 ігор і допоміг своїй збірній вперше в історії виграти золоті медалі змагання, а Плата був включений до символічної збірної турніру. Цей результат дозволив команді кваліфікуватись на молодіжний чемпіонат світу 2019 року, куди поїхав і Гонсало.
На першості U-20 у Польщі зіграв у 7 поєдинках. Разом зі збірною виборов «бронзу», а в особистому заліку став володарем Бронзового м'яча.